# Подгорненское сельское поселение (Краснодарский край)
Подгорненское сельское поселение — муниципальное образование в составе Отрадненского района Краснодарского края России.
В рамках административно-территориального устройства Краснодарского края ему соответствует Подгорненский сельский округ.
Административный центр и единственный населённый пункт — станица Подгорная.

## География
Площадь территории составляет 209,53 км² и по ней протекают 2 речки — Большой Тегинь и Гультюк. Имеются большие лесные массивы.

## Население
| 2010  | 2012  | 2013  | 2014  | 2015  | 2016  | 2017  |
| ----- | ----- | ----- | ----- | ----- | ----- | ----- |
| 2104  | ↘2096 | ↘2082 | ↘2077 | ↗2090 | ↘2079 | ↗2109 |
| 2018  | 2019  | 2020  | 2021  | 2023  |       |       |
| ↘2058 | ↘2040 | ↗2053 | ↘1986 | ↘1969 |       |       |